# Television i Frankrike
Television har förekommit i Frankrike sedan 1940-talet.

## Historia
Den första TV-kanalen startades 1948 av Radiodiffusion Française (1949 ändrat till Radiodiffusion Télévision Française). 1964 kom den andra TV-kanalen och 1974 den tredje. Dessa var samtliga en del av det statliga sändarföretaget, som 1964 fick namnet ORTF, tills det delades upp 1974. Kanalerna fick då namnen TF1, Antenne 2 och France Régions 3 (FR3).
Fram till 1980-talet var de tre TV-kanalerna statliga företag vars chefer byttes ut när makten i landet växlade. Ursprungligen bestod finansieringen av licenspengar, men 1968 började man sända reklam.
1984 startades den fjärde statliga kanalen, betal-TV-kanalen Canal+. Senare öppnades dock det franska TV-nätet för privata aktörer genom att den största kanalen, TF1, såldes och man beredde plats för två kanaler till, La Cinq och TV6. TV6 försvann år 1987 då M6 startade. La Cinq gick slutligen i graven 1992. Samma år började kulturkanalen Arte sända på den av La Cinq tidigare disponerade sändningsplatsen. La Cinqième började 1994 sända på dagtid på samma plats som Arte.
Antenne 2 och FR3 samordnades 1992 till France Télévisions, varpå de fick namnen France 2 och France 3. År 2000 blev La Cinquième en del av France Télévisions och bytte namn till France 5.

## Styrning
Etermedia styrs sedan 1989 av kontrollorganet CSA (Conseil supérieure de l'audiovisuel). Presidenten, nationalförsamlingens talman och senatens talman utser vardera en tredjedel av dess styrelse. CSA utser i sin tur cheferna för de statliga TV- och radiokanalerna, ger tidsbegränsade tillstånd till de privata stationerna, samt granskar efterlevnaden av ekonomiska och etiska regler.

## Kanaler

### Analogt marknät
I det analoga marknätet sänds sex nationella kanaler, vilket är ovanligt många. En av dessa är delvis krypterad.
- TF1 - en del av Groupe TF1, kontrollerad av Bouygues
- France 2 - allmän, France Télévisions
- France 3 - allmän, France Télévisions
- Canal Plus - en del av Groupe Canal Plus, kontrollerad av Vivendi Universal
- France 5 - allmän, France Télévisions / Arte - France Télévisions tillsammans med ARD och ZDF
- M6 - en del av Groupe M6, kontrollerad av RTL Group

Utbudet är i stort det samma i samtliga kanaler, förutom i regionalkanalen France 3. M6 sänder lokala nyheter i vissa städer.
Dessutom finns i vissa regioner en lokal sjunde kanal som sköts av privata aktörer.

### Kabel-TV
De främsta kabeloperatörerna i Frankrike är UPC-Noos och Numéricâble.